# Cugnaux
Cugnaux è un comune francese di 16 096 abitanti situato nel dipartimento dell'Alta Garonna nella regione dell'Occitania.

## Storia
Nel 1938 a Cugnaux si verificò un incidente aereo, fortunatamente senza vittime.

### Simboli
La composizione della partizione superiore richiama una graticola, per ricordare il martirio del patrono san Lorenzo, il cui sacrificio è omaggiato dalla presenza del ramo di olivo o di palma. I cunei, utensili utilizzati dai boscaioli per fendere il legno, ricordano l'abbattimento degli alberi al momento della fondazione della città.

## Società

### Evoluzione demografica
Abitanti censiti

## Amministrazione

### Gemellaggi
- Cavarzere, dal 2001